# Капелла Святого Адальберта
Капелла Святого Адальберта в Кёнигсберге (ныне православный храм Архангела Михаила в Калининграде) — бывшая католическая часовня Святого Адальберта (нем. St.Adalbertkirche). Построена в 1904 году под руководством архитектора Фридриха Хайтмана. Архитекторы утраченной пристройки: Йоханнес Лауфер и Георг Шёнвайлер.

## История
Строительство началось 16 июля 1902 года в новом районе города — Амалиенау. Храм разместился в изгибе Лавскер Аллее (ныне проспект Победы), завершая тем самым аллею, начинающуюся от церкви памяти королевы Луизы. Хуфен и Амалиенау воспринимались застройщиками как самостоятельная часть города; и если евангелическая община обрела в 1901 году в качестве достойного храма церковь памяти королевы Луизы, то католическая община получила в 1904 году, по меньшей мере, капеллу.
Капелла была построена «Кёнигсбергским обществом недвижимости и строительства». Стоимость строительства составила около 60 тыс. марок, внутренняя отделка, алтарь и колокол — ещё 40 тысяч.
14 ноября 1904 года она была освящена. Первоначально это была небольшая капелла в готическом стиле с узкой башней с севера и небольшими контрфорсами с трёх сторон.
В дальнейшем планировалось расширение здания до 250 сидячих мест. На восточной стороне в оконной нише был изображён Святой Адальберт на золотом фоне.
Из книги Балдура Кёстера «Здания Кёнигсберга»

Строительное описание:
Вход находится в стороне, что типично для большинства церквей Хайтмана; фундамент башни становится сенями; а сама башня расположена асимметрично по отношению к нефу. С точки зрения градостроительства он занимает превосходное положение: крыша башни была видна издалека. Членение с наружной стороны происходит с помощью контрфорсов; они придают часовне готический характер.
При ближайшем рассмотрении замечаешь, что Хайтман сознательно играл с готическими элементами: каждое узкое готическое окно окружается оконным полем, завершающимся очень плоской стрельчатой аркой (почти похожим на полуциркульную арку), а вверху оканчивающимся крутой стрельчатой крышей. На нём — в качестве готической добавки — установлена фиала.
Своим высоким нефом и стройной башней часовня производит впечатление большего размера, чем она на самом деле есть. У неё четыре нормальных пролёта, а длина составляет вместе с апсидой всего 13,80 м, при ширине в 6,60 м. Однако, полная высота свода в 10,40 м изумляет. Это «готическое» пространственное соотношение можно лучше всего ощутить в разрезе.
Внутреннее помещение производило впечатление большего размера с помощью хитрого хода: изначально окна не доходили до нынешнего размера понизу, внизу стены были закрыты, казалось, что свет падает с большой высоты.

В 1921 году на территории церковного кладбища был похоронен архитектор капеллы — Фридрих Хайтман.
В 1932 году к капелле было пристроено дополнительное сооружение со стрельчатыми окнами с севера и юга и современный портал. По его бокам находились большие круглые окна. В этом же году капелла была названа в честь Святого Адальберта — покровителя Пруссии. Алтарь перестраивался в 1939 году.
В ходе Великой Отечественной войны, во время штурма Кёнигсберга в апреле 1945 года, здание было повреждено — в основном пострадала новая пристройка и шпиль башни. После войны пристроенная часть была разобрана на кирпич. Старое помещение было отдано под склад для хозяйственных нужд, с середины 1960-х — городскому предприятию по производству зубных протезов, и с 1975 по 2018 годы здание было передано магнитно-ионосферной обсерватории ИЗМИРАН. Помещение внутри изменили и разбили внутреннее пространство на три этажа.
Постановлением Правительства Калининградской области от 23 марта 2007 года № 132, номер в приложении 174, «капелла св. Адальберта (арх. Ф. Хайтман)» получила статус «объекта культурного наследия регионального значения».
Несмотря на обращения католической общины Святого Адальберта, здание передано православной церкви. С 2019 года ведутся капитальные реставрационные работы. Разобраны конструкции советской перепланировки, расчищены заложенные кирпичом оконные проёмы и установлены витражи, а также восстановлен шпиль и установлен крест. В октябре 2022 года демонтированы пристройки советского периода, начался капитальный ремонт фасада и внутренних помещений.
28 февраля 2023 года был завершён ремонт фасадов бывшей капеллы. Первое православное богослужение в храме, получившем название в честь архангела Михаила, было совершено 21 ноября 2023 года.

## Адрес
г. Калининград, проспект Победы, 41 (до 1945 — Лавскер Аллее 35/ угол Каштаниеналлее 11-13)

## Фотогалерея

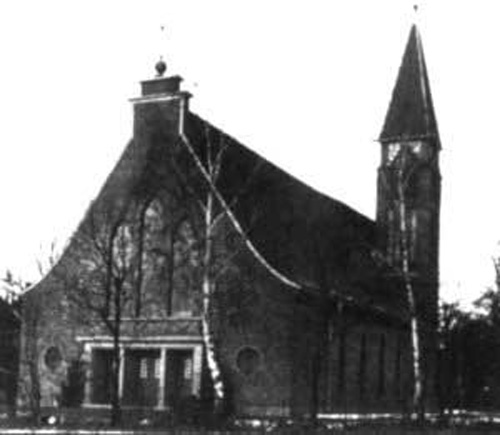
Капелл Св.Адальберта с пристройкой 1932 года
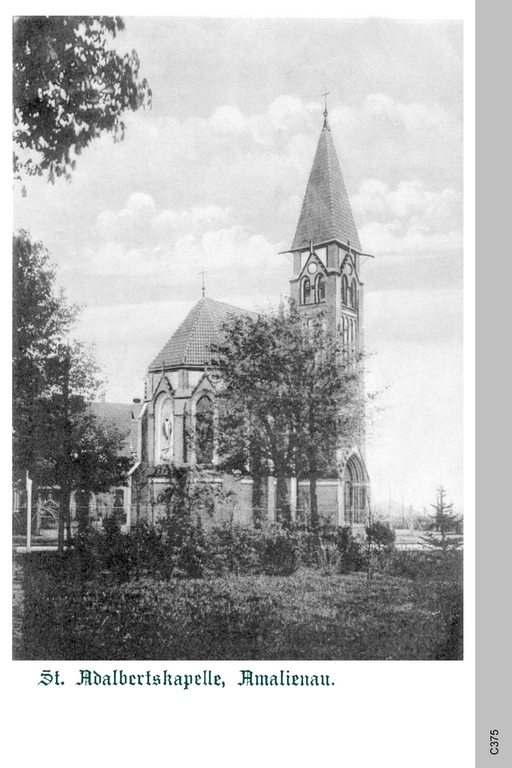
Капелла Св.Адальберта. Вид с Запада
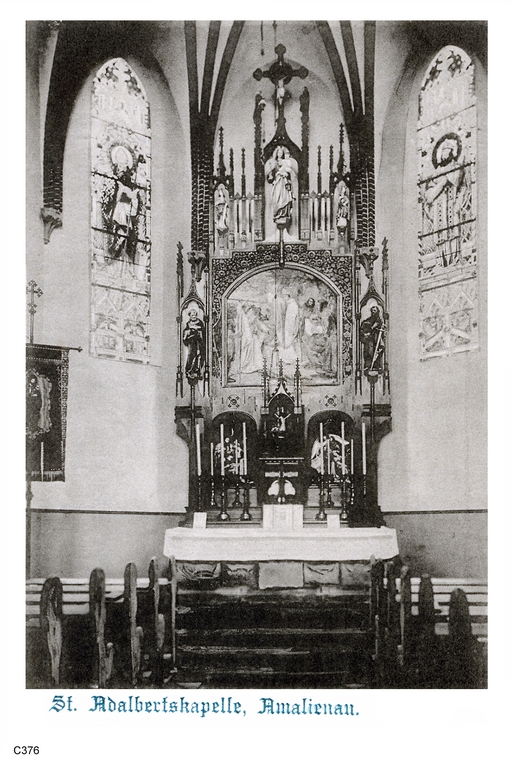
Капелла Св.Адальберта. Алтарь
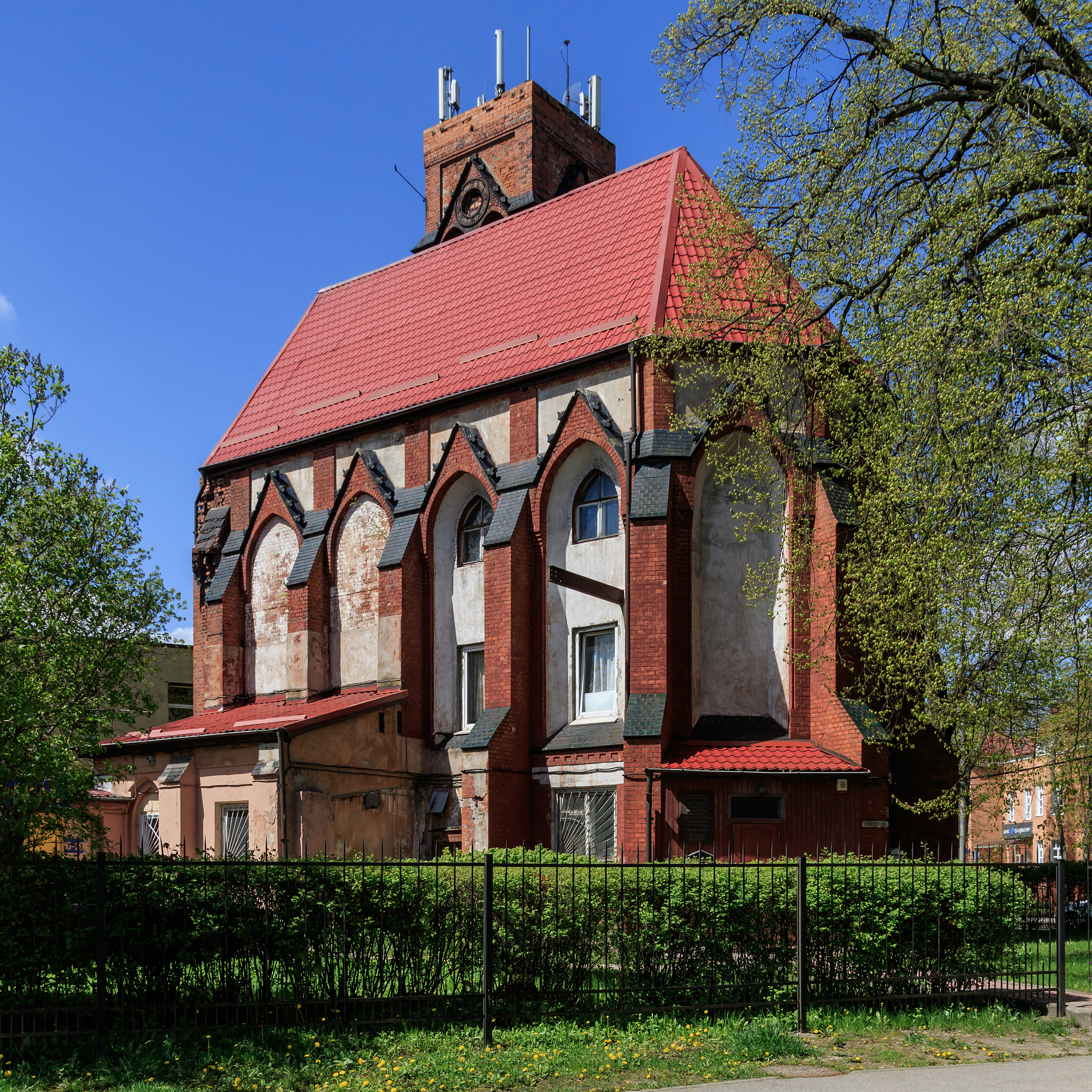
Капелла Св.Адальберта в 2017 году